# Bo Diddley

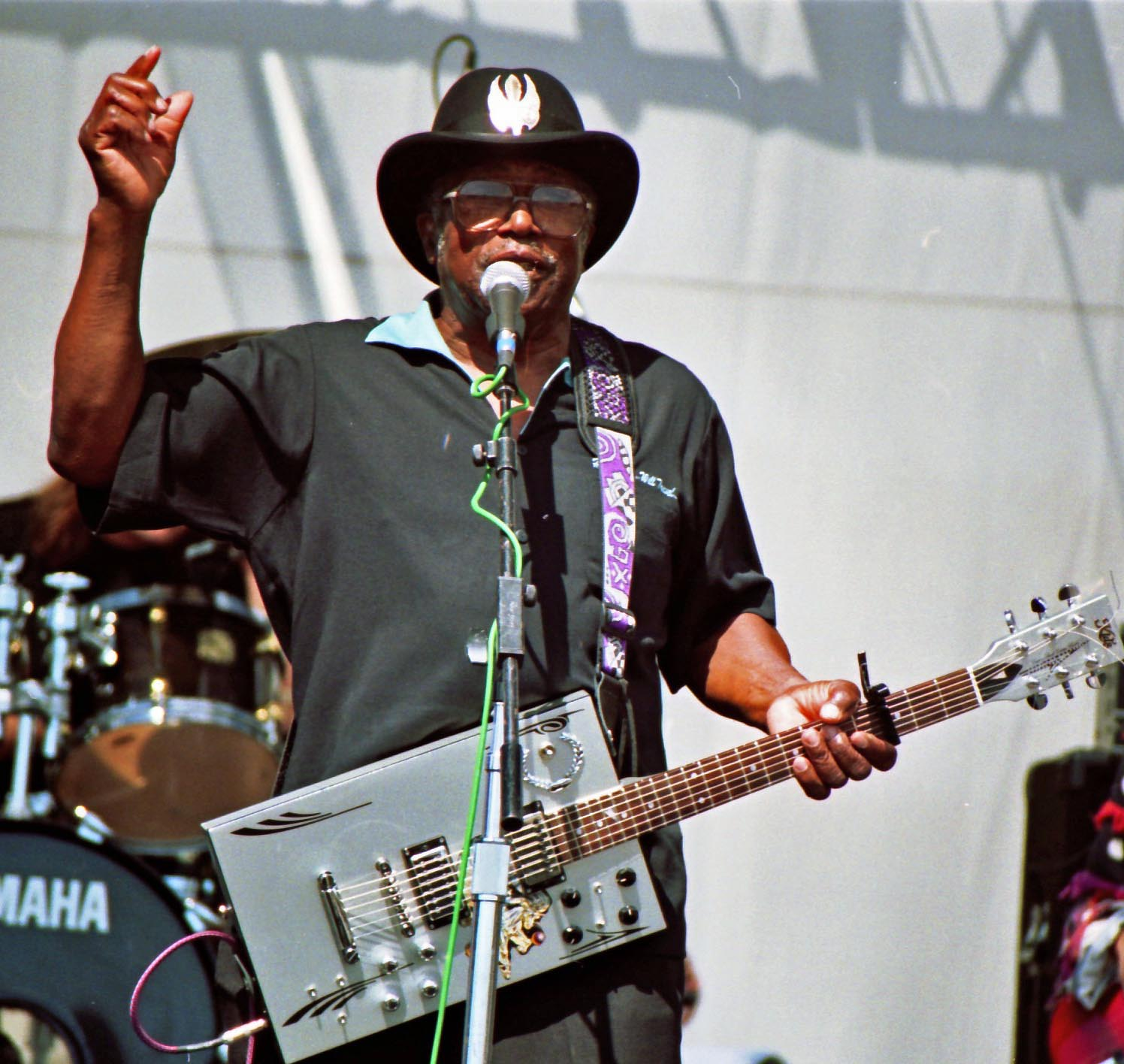
Bo Diddley beim Long Beach Blues Festival (1997)

Bo Diddley (eigentlich Ellas McDaniel, geboren als Ellas Otha Bates * 30. Dezember 1928 in McComb, Mississippi; † 2. Juni 2008 in Archer, Florida) war ein US-amerikanischer Rock-’n’-Roll- und Bluesmusiker. Diddley gilt als ein Pionier des Rock ’n’ Roll.

## Leben

### Kindheit und Jugend
Bo Diddley wurde auf einer kleinen Farm in der Nähe der Stadt McComb im Bundesstaat Mississippi als Ellas Otha Bates (nach anderen Quellen auch Otha Ellas) geboren. Da seine minderjährige Mutter ihn nicht großziehen konnte, adoptierte ihn ihre Cousine Gussie McDaniel, deren Nachnamen er annahm. Als er sieben Jahre alt war, zog die Familie wegen der Großen Depression nach Chicago.
Zunächst lernte Ellas McDaniel Geige spielen. Mit zwölf Jahren überzeugte er seine Stiefschwester Lucille, ihm eine einfache Gibson-Gitarre zum Üben zu schenken. Gegen Ende seiner Schulzeit gründete er mit zwei Freunden die Band The Hipsters und spielte mit ihnen auf der Straße. Nach der Schule arbeitete er zunächst als Zimmermann und Mechaniker.

### Karriere
McDaniels Band The Hipsters wurde im Laufe der Zeit immer populärer. Im Alter von 19 Jahren bekam er ein Engagement im 708 Club in Chicago. Dank seines leistungsstarken Verstärkers, seines einzigartigen Stils und seiner ungewöhnlichen Gitarre, die er mit einem aus einer alten Uhr und Autoteilen selbstgebauten Tremologerät erweitert hatte, erregte er beträchtliches Aufsehen. 1954 verließen Jackson und Jody Williams die Band und wurden durch James Bradford und „Buttercup“ ersetzt. Hinzu kamen noch Billy Boy Arnold, Clifton James und Jerome Green.

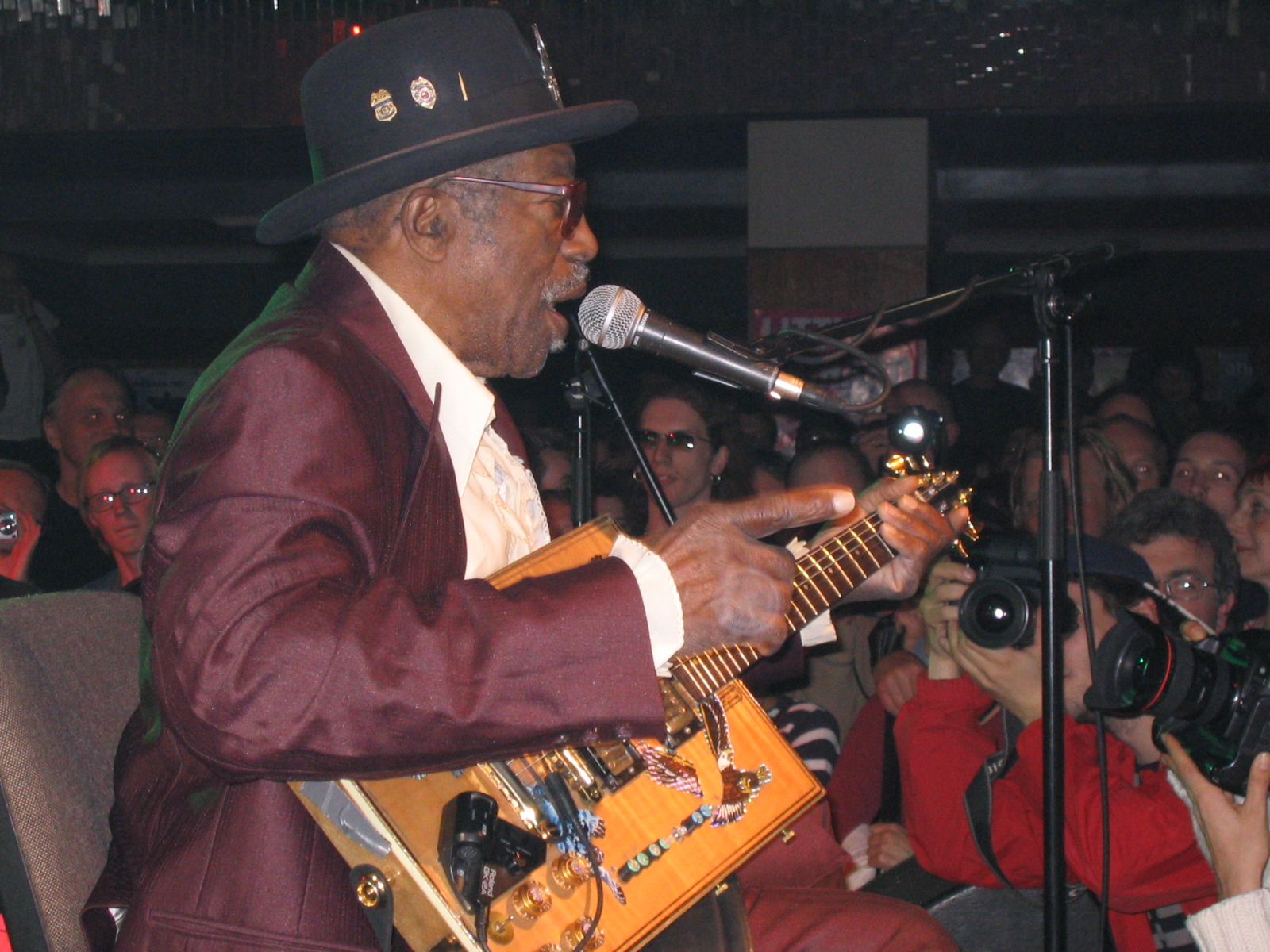
Bo Diddley in Prag (2005)

Durch Billy Boy Arnold versuchte Ellas McDaniel alias Bo Diddley bei verschiedenen Plattenfirmen unterzukommen. Er schaffte es schließlich mit seinen beiden Stücken Bo Diddley und I’m a Man bei Chess Records. Auf dieser Single wirkten auch Willie Dixon und Otis Spann mit. Aufgrund des Erfolges spielte er landesweit einige Konzerte, unter anderem im Apollo Theater in New York City, wo er den bis zu diesem Zeitpunkt gehaltenen Zuschauerrekord von Sammy Davis Junior brach. In den folgenden Jahren war er immer wieder in den Charts zu hören und entwickelte sich zu einem vielseitigen Musiker.

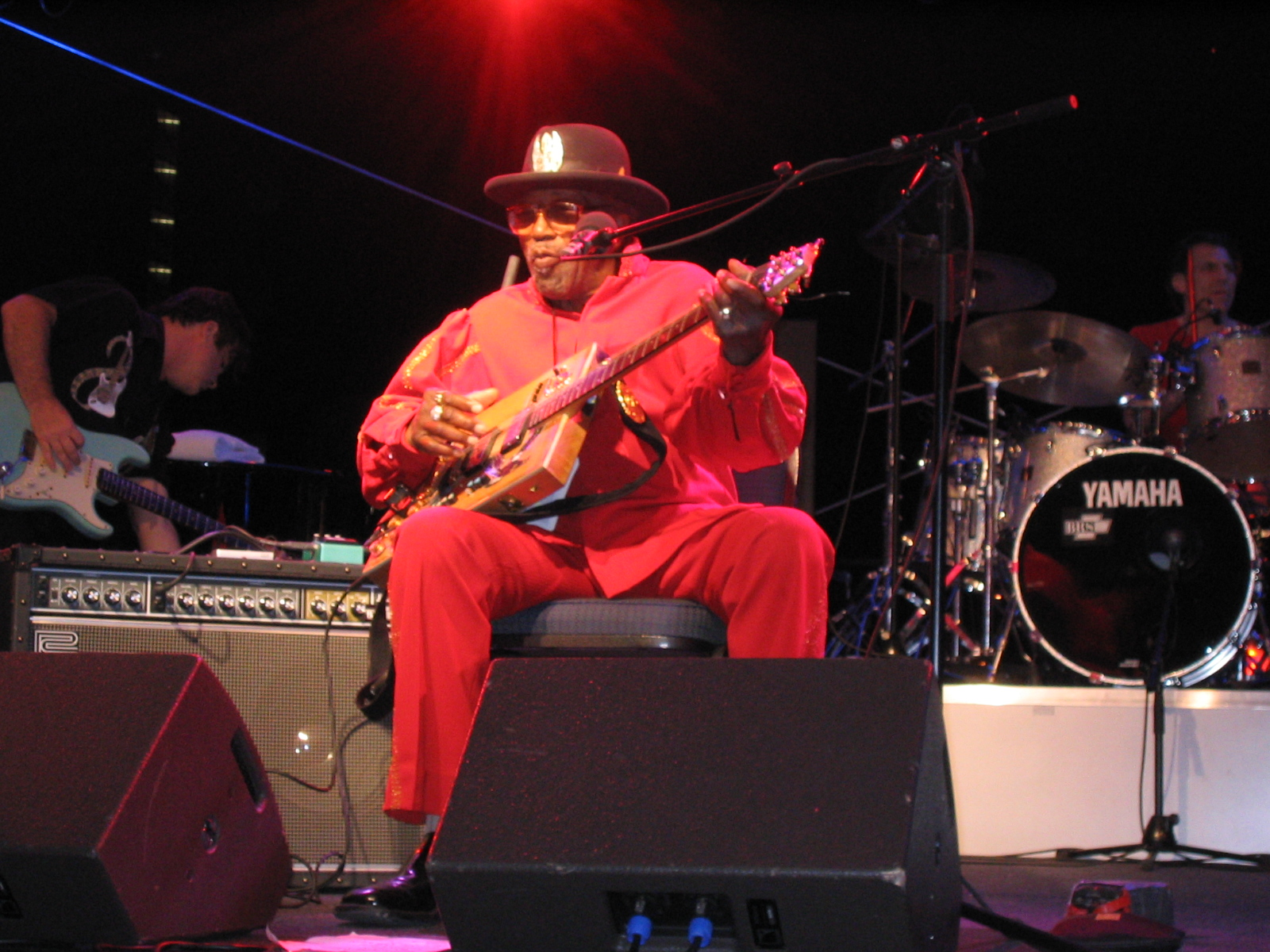
Bo Diddley in Wolfsburg (2004)

1958 fertigte er für sich eine E-Gitarre mit rechteckigem Korpus an. Dazu nahm er den Hals einer Gretsch-Gitarre samt Kopfplatte und Griffbrett sowie die Elektrik, Brücke und Saitenhalter und montierte diese Bauteile auf einen flachen Quader aus Bakelit; dieses eigenwillig gestaltete Instrument wurde zu seinem Markenzeichen. Sie war an die Cigar Box Gitarre angelehnt, eine ursprünglich aus Armut entstandene und im Blues nicht unübliche Version der Gitarre, bei der der Korpus aus einer Holz- oder Zigarrenschachtel gefertigt wurde. Diddley bevorzugte die rechteckige Form, da ihn angeblich die Korpushörner anderer E-Gitarren beim Springen auf der Bühne gestört haben sollen.
Ab 1959 spielte Bo Diddley auch mit Peggy Jones alias „Lady Bo“ zusammen, einer Absolventin der New Yorker Musikschule. Mit ihr erweiterte er das Spektrum seiner Songs abermals. 1960 wechselte er nach Washington, D.C. Ab dieser Zeit durfte er auch seine Musik selbst produzieren – eine in dieser Zeit für einen farbigen Musiker ungewöhnliche musikalische Freiheit, die sonst nur noch James Brown genoss. 1962 hatte Bo Diddley mit dem Song You Can’t Judge a Book by the Cover (Dixon) seinen vorerst letzten Hit. Unter seinem bürgerlichen Namen Ellas McDaniel schrieb er auch Songs wie Mona, der von den Troggs, Tom Petty und den Rolling Stones eingespielt wurde. Vorherrschend ist ein bestimmter Rhythmus, der als „Bo Diddley Beat“ bezeichnet wird oder auch als „salesman’s knock“ (weil die reisenden Händler in dieser Weise an die Haustüren zu klopfen pflegten). Beispiele für diesen synkopischen Rhythmus (stroke/stroke/stroke/rest/stroke/stroke) sind Diddley-Kompositionen wie Bo Diddley, aber auch Magic Carpet Ride von Steppenwolf, Magic Bus von The Who und Not fade away, ein Song von Buddy Holly, der vor allem durch die frühen Rolling Stones bekannt wurde.
Ab Ende der 1960er geriet er, wie viele andere Bluesmusiker auch, etwas ins musikalische Abseits. Trotzdem veröffentlichte er weiterhin Alben. Diese entstanden zusammen mit bekannten Kollegen wie Little Walter, Muddy Waters und Howlin’ Wolf. Beim Toronto Peace Festival 1969 trat er unter anderem neben John Lennons Plastic Ono Band, Chuck Berry und Jerry Lee Lewis auf. 1972 war er einer der Top-Acts der London Rock and Roll Show im berühmten Wembley-Stadion. Auch in den weiteren 1970ern blieb der Einfluss von Bo Diddley ständig präsent. Zahlreiche Musiker aus der Punk- und New-Wave-Szene griffen auf seine Stücke zurück.
1989 trat Diddley im Nike-Werbespot Bo knows mit dem Baseball- und American-Football-Spieler Bo Jackson auf.
1987 wurde Diddley in die Rock and Roll Hall of Fame und 2004 in die Blues Hall of Fame aufgenommen. Gelegentlich übernahm er Nebenrollen in Filmen, wie 1983 die des Pfandleihers in Die Glücksritter. Im Film Blues Brothers 2000 trat er als Musiker auf; 2003 hatte er einen Gastauftritt in der US-amerikanischen Sitcom Immer wieder Jim.

### Krankheit und Tod
Am 13. Mai 2007 erlitt Bo Diddley nach einem Konzert in Council Bluffs, Iowa, einen Schlaganfall, der sein Sprachzentrum stark beeinträchtigte. Am 29. August 2007 erlitt er einen Herzinfarkt und musste erneut ins Krankenhaus eingeliefert werden. Am 2. Juni 2008 starb Diddley im Alter von 79 Jahren in seinem Haus in Florida an Herzversagen.

## Diskografie

### Alben
| Jahr          | Titel                                                                    | Höchstplatzierung, Gesamtwochen, AuszeichnungChartplatzierungen (Jahr, Titel, Platzierungen, Wochen, Auszeichnungen, Anmerkungen) | Höchstplatzierung, Gesamtwochen, AuszeichnungChartplatzierungen (Jahr, Titel, Platzierungen, Wochen, Auszeichnungen, Anmerkungen) | Anmerkungen                                                                                                  |
| Jahr          | Titel                                                                    | US | UK | Anmerkungen                                                                                                  |
| ------------- | ------------------------------------------------------------------------ | --- | --- | --- |
| Studioalben   |                                                                          | | | |
|               |                                                                          | | | |
| 1958          | Bo Diddley                                                               | — | — | |
| 1959          | Go Bo Diddley                                                            | — | — | |
| 1960          | Have Guitar Will Travel                                                  | — | — | betitelt nach der Westernserie Have Gun – Will Travel                                                        |
| 1960          | Bo Diddley in the Spotlight                                              | — | — | feat. Road Runner                                                                                            |
| 1960          | Bo Diddley Is a Gunslinger                                               | — | UK20 (1 Wo.)UK | |
| 1961          | Bo Diddley Is a Lover                                                    | — | — | |
| 1962          | Bo Diddley’s a Twister                                                   | — | — | benannt nach dem Twist-Fieber dieser Zeit                                                                    |
| 1962          | Bo Diddley [1962]                                                        | US117 (4 Wo.)US | UK11 (8 Wo.)UK | |
| 1963          | Bo Diddley & Company                                                     | — | — | erstes Album mit The Duchess                                                                                 |
| 1963          | Surfin’ with Bo Diddley                                                  | — | — | |
| 1964          | Two Great Guitars                                                        | — | — | mit Chuck Berry                                                                                              |
| 1965          | Hey! Good Lookin’                                                        | — | — | |
| 1965          | 500% More Man                                                            | — | — | |
| 1966          | The Originator                                                           | — | — | |
| 1967          | Super Blues                                                              | — | — | mit Muddy Waters und Little Walter                                                                           |
| 1968          | The Super Super Blues Band                                               | — | — | mit Muddy Waters und Howlin’ Wolf                                                                            |
| 1970          | The Black Gladiator                                                      | — | — | |
| 1971          | Another Dimension                                                        | — | — | |
| 1972          | Where It All Began                                                       | — | — | |
| 1973          | The London Bo Diddley Sessions                                           | — | — | |
| 1974          | Big Bad Bo                                                               | — | — | |
| 1976          | The 20th Anniversary of Rock´N´Roll                                      | — | — | |
| 1983          | Ain’t It Good to Be Free                                                 | — | — | Begrenzte Auflage, aufgenommen in Hawthorne, Florida; erstes Heimstudioalbum seit Bo Diddley Is a Gunslinger |
| 1989          | Breakin’ Through the BS                                                  | — | — | Heimstudioalbum aufgenommen in Archer, Florida                                                               |
| 1989          | Living Legend                                                            | — | — | Heimstudioalbum aufgenommen in Archer, Florida                                                               |
| 1992          | This Should Not Be                                                       | — | — | Heimstudioalbum aufgenommen in Albuquerque, New Mexico                                                       |
| 1996          | A Man Amongst Men                                                        | — | — | Platz 8 in den US Blues Albums Charts                                                                        |
| Kompilationen |                                                                          | | | |
|               |                                                                          | | | |
| 1963          | Hey! Bo Diddley                                                          | — | — | nur in Großbritannien veröffentlicht                                                                         |
| 1963          | Bo Diddley Rides Again                                                   | — | UK19 (1 Wo.)UK | nur in Großbritannien veröffentlicht                                                                         |
| 1964          | Bo Diddley’s 16 All-Time Greatest Hits                                   | — | — | |
| 1971          | Got My Own Bag of Tricks                                                 | — | — | |
| 1982          | Chess Masters, Volume One                                                | — | — | |
| 1982          | Chess Masters, Volume Two                                                | — | — | |
| 1984          | His Greatest Sides, Volume One                                           | — | — | |
| 1984          | His Greatest Sides, Volume Two                                           | — | — | |
| 1990          | The Chess Box                                                            | — | — | |
| 1991          | Rare & Well Done                                                         | — | — | |
| 1995          | Bo Knows Bo                                                              | — | — | |
| 1997          | His Best                                                                 | — | — | |
| 2000          | 20th Century Masters – The Millennium Collection: The Best of Bo Diddley | — | — | |
| 2003          | Eddy Mitchell Presente Les Rois Du Rock – Bo Diddley                     | — | — | |
| 2005          | Classic Bo Diddley: The Universal Masters Collection                     | — | — | |
| 2006          | The Story of Bo Diddley: The Very Best of Bo Diddley                     | — | — | |
| 2007          | The Definitive Collection                                                | — | — | Platz 2 in den US-Blues-Albumcharts                                                                          |
| 2007          | I’m a Man: The Chess Masters, 1955–1958                                  | — | — | |
| 2008          | Rock ’N’ Roll Legends                                                    | — | — | |
| 2008          | Road Runner: The Chess Masters, 1959–1960                                | — | — | |
| 2008          | Gold                                                                     | — | — | |
| 2009          | Ride On: The Chess Masters, 1960–1961                                    | — | — | |
| Livealben     |                                                                          | | | |
|               |                                                                          | | | |
| 1963          | Bo Diddley’s Beach Party                                                 | — | UK13 (6 Wo.)UK | |
| 1977          | I’m a Man                                                                | — | — | |
| 1985          | Bo Diddley & Co. – Live                                                  | — | — | |
| 1986          | Hey... Bo Diddley: In Concert                                            | — | — | |
| 1988          | Live at the Ritz                                                         | — | — | mit Ronnie Wood                                                                                              |
| 1994          | Live                                                                     | — | — | |

### Singles
| Jahr | Titel Album                                              | Höchstplatzierung, Gesamtwochen, AuszeichnungChartplatzierungen (Jahr, Titel, Album, Platzierungen, Wochen, Auszeichnungen, Anmerkungen) | Höchstplatzierung, Gesamtwochen, AuszeichnungChartplatzierungen (Jahr, Titel, Album, Platzierungen, Wochen, Auszeichnungen, Anmerkungen) | Höchstplatzierung, Gesamtwochen, AuszeichnungChartplatzierungen (Jahr, Titel, Album, Platzierungen, Wochen, Auszeichnungen, Anmerkungen) | Anmerkungen                                                       |
| Jahr | Titel Album                                              | US | R&B | UK | Anmerkungen                                                       |
| ---- | -------------------------------------------------------- | --- | --- | --- | ----------------------------------------------------------------- |
| 1955 | Bo Diddley Bo Diddley (1958)                             | — | — | — | B-Seite: I’m a Man (ohne Album)                                   |
| 1955 | Diddley Daddy Bo Diddley (1958)                          | — | — | — | B-Seite: She’s Fine, She’s Mine (ohne Album)                      |
| 1955 | Pretty Thing Bo Diddley (1958)                           | — | — | UK34 (6 Wo.)UK | B-Seite: Bring It to Jerome                                       |
| 1956 | Diddy Wah Diddy Bo Diddley (1958)                        | — | — | — | B-Seite: I Am Looking for a Woman (Album: Bo Diddley’s a Twister) |
| 1956 | Who Do You Love? Bo Diddley (1958)                       | — | — | — | B-Seite: I’m Bad (ohne Album)                                     |
| 1956 | Cops and Robbers Have Guitar, Will Travel                | — | — | — | B-Seite: Down Home Special (ohne Album)                           |
| 1957 | Hey! Bo Diddley Bo Diddley (1958)                        | — | — | — | B-Seite: Mona (Album: Got My Own Bag of Tricks)                   |
| 1957 | Say! Boss Man Bo Diddley (1958)                          | — | — | — | B-Seite: Before You Accuse Me                                     |
| 1958 | Hush Your Mouth Bo Diddley (1958)                        | — | — | — | B-Seite: Dearest Darling                                          |
| 1958 | Willie and Lillie Go Bo Diddley                          | — | — | — | B-Seite: Bo Meets the Monster (ohne Album)                        |
| 1959 | I’m Sorry Go Bo Diddley                                  | — | R&B17 (5 Wo.)R&B | — | B-Seite: Oh Yeah                                                  |
| 1959 | Crackin Up Go Bo Diddley                                 | US62 (5 Wo.)US | R&B14 (5 Wo.)R&B | — | B-Seite: The Great Grandfather                                    |
| 1959 | Say Man Go Bo Diddley                                    | US20 (12 Wo.)US | R&B3 (15 Wo.)R&B | — | B-Seite: The Clock Strikes Twelve                                 |
| 1959 | Say Man, Back Again Have Guitar, Will Travel             | — | R&B23 (1 Wo.)R&B | — | B-Seite: She’s Alright                                            |
| 1960 | Road Runner In the Spotlight                             | US75 (6 Wo.)US | R&B20 (2 Wo.)R&B | — | B-Seite: My Story (ohne Album)                                    |
| 1960 | Walkin’ and Talkin’ In the Spotlight                     | — | — | — |                                                                   |
| 1960 | Crawdad In the Spotlight                                 | — | — | — |                                                                   |
| 1960 | Gunslinger Bo Diddley Is a Gunslinger                    | — | — | — | B-Seite: Signifying Blues (Album: In the Spotlight)               |
| 1961 | Not Guilty Bo Diddley Is a...Lover                       | — | — | — | B-Seite: Aztec                                                    |
| 1961 | Pills The Originator                                     | — | — | — | B-Seite: Call Me (ohne Album)                                     |
| 1962 | You Can’t Judge a Book by the Cover Bo Diddley (1962)    | US48 (10 Wo.)US | R&B21 (9 Wo.)R&B | — | B-Seite: I Can Tell                                               |
| 1963 | The Greatest Lover in the World –                        | — | — | — | B-Seite: Surfer’s Love Call (Album: Surfin’ with Bo Diddley)      |
| 1964 | Memphis Bo Diddley’s Beach Party                         | — | — | — | B-Seite: Monkey Diddle (ohne Album)                               |
| 1964 | Jo-Ann The Originator                                    | — | — | — | B-Seite: Mama, Keep Your Big Mouth Shut (ohne Album)              |
| 1964 | Chuck’s Beat (mit Chuck Berry) Two Great Guitars         | — | — | — | B-Seite: Bo’s Beat                                                |
| 1965 | Hey, Good Lookin’ Hey! Good Lookin’                      | — | — | UK39 (4 Wo.)UK | B-Seite: You Ain’t Bad (Album: The Originator)                    |
| 1965 | 500% More Man                                            | — | — | — | B-Seite: Let the Kids Dance                                       |
| 1966 | We’re Gonna Get Married –                                | — | — | — | B-Seite: Do the Frog                                              |
| 1966 | Ooh Baby –                                               | US88 (7 Wo.)US | R&B17 (9 Wo.)R&B | — | B-Seite: Back to School                                           |
| 1967 | Wrecking My Love Life –                                  | — | — | — | B-Seite: Boo-Ga-Loo Before You Go                                 |
| 1968 | I’m High Again –                                         | — | — | — | B-Seite: Another Sugar Daddy                                      |
| 1969 | Bo Diddley 1969 –                                        | — | — | — | B-Seite: Soul Train                                               |
| 1971 | The Shape I’m In Another Dimension                       | — | — | — | B-Seite: Pollution                                                |
| 1971 | I Said Shut Up Woman Another Dimension                   | — | — | — | B-Seite: I Love You More Than You’ll Ever Know                    |
| 1972 | Infatuation Where It All Began                           | — | — | — | B-Seite: Bo Diddley-Itis                                          |
| 1972 | Bo-Jam The London Bo Diddley Sessions                    | — | — | — | B-Seite: Husband In Law                                           |
| 1973 | Don’t Want No Lyin’ Woman The London Bo Diddley Sessions | — | — | — | B-Seite: Make A Hit Record                                        |
| 1976 | Drag On The 20th Anniversary of Rock ’N’ Roll            | — | — | — | B-Seite: Not Fade Away                                            |
| 1996 | Bo Diddley Is Crazy A Man Amongst Men                    | — | — | — | auch als Can I Walk You Home, Maxi-CD                             |
| 2005 | Bo Diddley –                                             | — | — | UK99 (1 Wo.)UK | B-Seite: I’m A Man                                                |

## Trivia
- Bo Diddley erzählt von seinem Leben in dem autobiografischen Lied The Story of Bo Diddley, das auch von der englischen Rockband The Animals gecovert wurde.[12][13] Eine Live-Version des Titels „Bo Diddley“ ist beispielsweise auf der Animal-LP „In The Beginning“ (1970) (A-Seite, Titel 3 [von 7]) zu hören (Länge: 7:53).
- Die spanische Band Fito y Fitipaldis veröffentlichte auf dem Album Por la boca vive el pez (2008) Diddley zu Ehren den Song Yo no soy Bo Diddley („Ich bin nicht Bo Diddley“)
- Im Animationsfilm Fritz the Cat wird als Soundtrack auch für fast 2 Minuten der Titel Bo Diddley gespielt.
- Die Buu Huu genannten Geister aus diversen Super-Mario-Spielen hießen in der englischen Version von Super Mario Bros. 3 Boo Diddleys
- Der Rolling Stone listete Bo Diddley auf Rang 20 der 100 größten Musiker sowie auf Rang 27 der 100 größten Gitarristen aller Zeiten.[14][15]